# Раґходжі I
Раґходжі I — перший маратхський магараджа Наґпура в 1739—1755 роках.

## Життєпис

### Молоді роки
Походив з роду Бхонсле, гілки Хінганікар. Його предки були старостами Деора неподалік від фортеці Чандан-Вандан. Син Бімбаджі, що брав участь у походах Шиваджі. Народився Раґходжі 1695 року в Пандаваді (паргана Сатара). Дитиною втратив батька. Виховувався матір'ю Касі Бай і бабусею Бая Бай. Ставши дорослим служив у військах свого стрийка Раноджі, а потім іншого стрийка Канходжі у Бхамі (в Берарі). Вступив у протистояння з останнім через бажання Раґходжі отримати власний джаґір.
Тому десь на початку 1720-х років перейшов на службу до Чанд Султана, раджи Деогарху. Потім нетривалий час перебував на службі в набобстві Елліхпур. Зрештою перейшов на службу до Шахуджі, чатрапаті Держави маратхів. 1727 року відзначився у військовій кампанії проти набобства Аркот.

### На чолі Бхаму
1728 року отримав доручення приборкати Канходжі, що не платив данини до скарбниці Шахуджі. Водночас отримав володіння Девур біля Ваї й право збирати чаут (данину) в Берарі та Гондвані, яке він міг поширити на Чхаттісгарх, Патну, Аллахабад і Макасудабад (у Бенгалії). Невдовзі увійшов до Берару через Аурангабад, уникнув території Самсер Бахаддара, раджи Атоле. 1729 року переміг Суджаят-хана Патана. правителя Аколе, захопивши землі того. 1730 року після нетривалої облоги вдалося захопити Бхам, а слідом за цим біля Мандари перемогти Канходжі, якого було взято в полон та відправлено до Сатари (столиці Шахуджі).
За цим Раґходжі отримав усі володіння та права переможеного, а також титул сенасагіб-субха. Натомість Раґходжі мав мати постійного війська в 5 тис. вершників, сплачувати щорічну платню в 900 тис. рупій до скарбниці Шахуджі, пересилати половину з усього отриманого чаутха (данини з васалів), захопленої здобичі і майна, окрім гхасдани (фуражної данини з васальних князівств), утримувати 10 тис. коней для можливого супроводу пешви.
1736 року атакував Нархара, раджу Гархи, з якого взяв данину. Цим було покладено суперництво з пешвою Баджі Рао I, що також бажав збирати данину з Гархи. За цим Раґходжі вдерся до володінь Рам Шаха, раджи Чандрапура, але зазнав невдачі.
1739 року втрутився у боротьбу за владу в Деогарху, де після смерті Чанд Султана трон зайняв Валі Шах. Раґходжі прибув на допомогу Ратан Кунвар, удови Чанд Султана, що бажала передати панування одну зі своїх синів — Акбар Шаху чи Бурхан Шаху. Спочатку маратхи перемогли Валі Шаха в битві біля Патансавангі, було зайнято важливу фортецю Павані на південь від Бхандари на річці Вайнганга. В наступній битві на річці Вайнганга Раґходжі здобув рішучу перемогу над основними силами супротивника. За цим повалив Валі Шаха, поставивши на трон Бурхан Шаха. Отримав від останнього Наґпур, Павані, Маруда, Мултая і Баргата. Того ж року завдав поразки Нілкантх Шаху, новому раджи Чандрапуру, що намагався захопити частину Деогарху. Невдовзі за цим Раґходжі прийняв титул магараджи.

### Магараджа
1740 року вступив у конфлікт з пешвою Баладжі Баджі Рао. втім до збройної сутички справа не дійшла. Невдовз за наказом Шахуджі магараджа Нагпуру виступив на допомогу Пратапсінгху, магараджи Тханджавура, який зазнав невдачі у війні проти аркотського набоба Дост Алі-хана. У травні того ж року останнього було переможено, в одній з битв набоб загинув. Його наступник — Сафдар Алі-хан — зобов'язався сплачувати данину Шахуджі. Але продовжував чинити спротив Чанда Сагіб, зять Дост Алі-хана. Лише 14 березня 1741 року вдалося захопити ворожу резиденцію Трихінополі. За ці досягнення Шахуджі надав Раґходжі I мокасу Берар і Гондвана до кордону Катак (в Оріссі), що дало йому високий статус у дворі маратхів і прирівняло його до пешви. Втім не вдалося захопити скарби Чанди Сагіба, які відмовився віддати П'єр-Бенуа Дюма, французький губернатор Пондішері.
По поверненню до Наґпуру того ж року відправив військо на чолі із Баскар Рамом збирати чаутх в Оріссі та Бенгалії, які в цей час були під владою набоба Аліварді-хана. 15 квітня 1742 року останньому в битві біля Бурдвану було завдано відчутної поразки. Набоб запросив миру, але вимоги данини маратхів були занадто високими, внаслідок чого війна тривала. 7 травня Баскар Рам захопив і розграбував Муршідабад, зайнявши бенгальські землі до Калькути. Невдовзі Раґходжі I передав в управління Мохан Сінґху захоплені паргани Райпур, Ратанпур, Біласпур і Самбалпур.
В цей час Раґходжі I знову вимушен був вирішувати суперечки з пешвою. У вересні 1742 року Аліварді-хан перейшов у наступ, відвоювавши міста Муршідабад, Хулі, Бурджван та Хіджлі. Магараджа Нагпуру рушив проти бенгальського набоба. Цим скористався Баладжі Баджі Рао, який спільно з Малхар Рао I Холкаром, магараджею Індауру, вдерся до князівства Гарха, завдавши поразки Бурхан Шаху. За цим пешва вступив у антинагпурський союз з могольським падишахом Мухаммад Шахом і набобом Аліварді-ханом. 15 квітня в битві біля Пачету війська Нагпуру зазнали тяжкої поразки. У№ відповідь Шахуджи викликав до Сатари Раґходжі I і Баладжі Баджі Рао, щоб замирити їх. 31 серпня 1743 року було досягнуто угоди про розділено сфер впливу і володінь, відповідно до якої магараджа отримував князівства гонді та право збирати данину з Бенгалії. Натомість не мав права поширювати володіння на північний захід від Нагпуру.
Після цього приєднав до своїх володінь Деогарх, залишивши Бурхан Шаха лише титулярним правителем. За цим Нархар, раджа Гархи, знову підтвердив визнання зверхності Нагпуру. 1744 року після отримання викупу звільнив Чанда Сагіба. У березні 1745 року виступив проти Бенгальського набобства, зайнявши до травня усю Оріссу. Загони магараджи дійшли до Міднапура й Хуглі й пограбували Бурдван. Потім увійшов до Біхару, де відбулася битва біля Мехіб Аліпура, внаслідок чого Аліварді-хан відступив до своєї столиці. Під час походу до Біхару військами магараджи було переможено Нілкантх Шаха, раджу Чандрапуру, що також став сплачувати данину. 21 грудня в битві біля Рамдігі магараджа зазнав поразки від набоба, відступивши в січні 1746 року до Нагпуру. Передав управління Оріссою Мір Хабібу, який повинен був щорічно сплачувати 1,1 млн рупій.
Протягом 1746 року точилася боротьба з бенгальцями, що намагалися повернути собі Оріссу. Втім успіх був на боці маратхський військ, якими керував Джаноджі, син Раґходжі I. У 1748 року війна поновилася, протягом 1749—1751 років війська під проводом Сабаджі, сина Раґходжі I, постійно грабували володіння набоба в Бенгалії, доходячи інколи до Муршідабаду. Це змусило Аліварді-хана у травні 1751 року укласти мирний договір, за яким магараджа Нагпуру щорічно отримував данину в 1,2 млн рупій, паргани Баласор і Каттак в Оріссі. Того ж року приєднав до своїх володінь князівство Чандрапур.
У листопада 1751 року відправив війська на підтримку пешви Баладжі Баджі Рао, що в цей час вів війну проти Салабат Джанга, нізама Гайдарабаду. Вдалося захопити землі супротивника між Пенгангою та Ґодаварі, які повернув нізаму 1752 року. Помер 1755 року. Йому спадкував син Джаноджі.